# San Pedro Taviche
San Pedro Taviche là một đô thị thuộc bang Oaxaca, México. Năm 2005, dân số của đô thị này là 1076 người.